# Trygve Edin
Trygve Johan Edin (* 11. Juli 1911 in Sulitjelma; † 9. April 1948 ebenda) war ein norwegischer Skispringer.

## Werdegang
Bei den Nordischen Skiweltmeisterschaften 1934 im schwedischen Sollefteå sprang Edin von der Normalschanze auf den sechsten Platz.
Edin sprang für den Verein seiner Heimatstadt, den Sulitjelma Skiklubb.
Er starb im Jahr 1948 an Tuberkulose.